# Vladimir Viktorovitj Smirnov
Vladimir Viktorovitj Smirnov, född den 20 maj 1954 i Rubizjne i Ukrainska SSR i Sovjetunionen, död 28 juli, 1982 i Rom i Italien, var en sovjetisk fäktare som tog OS-guld under de olympiska fäktningstävlingarna 1980 i Moskva.
Smirnov dog efter en fäktolycka i en match mot Matthias Behr vid VM i Rom 1982.